# 久保田雅人 (バレーボール)
久保田 雅人（くぼた まさと、1992年8月7日 - ）は、日本の男子バレーボール選手である。

## 来歴
宮崎県都城市出身。親に勧められて小学4年生からバレーボールを始める。
都城工業高等学校、法政大学を経て、2014/15シーズン、V・チャレンジリーグ（当時のVリーグ2部リーグ）に所属する大同特殊鋼レッドスターの内定選手となった。内定選手としてV・チャレンジリーグの試合に出場しVリーグデビューも果たした。
2015年、大学卒業後に、大同特殊鋼レッドスターに入団した。2016年、大同特殊鋼レッドスターの主将に就任した。2017年3月26日、V・チャレンジリーグI・IIオールスターゲームに出場。2019年4月21日、V.LEAGUEオールスターゲームに出場。
2019年、2018-19シーズン終了をもって大同特殊鋼レッドスターを退団し、V.LEAGUE DIVISION1 MEN（V1男子）に所属する大分三好ヴァイセアドラーに移籍した。移籍1シーズン目の2019-20シーズン、V1男子の試合に出場し、V1デビューを果たした。大同特殊鋼時代までは主にアウトサイドヒッターとしてプレーしていたが、大分三好入団以降はリベロに専念している。
2021年、大分三好ヴァイセアドラーの主将に就任した。2022-23シーズンまで主将を務めた。
2023年11月4日、V2男子の開幕戦であるクボタスピアーズ戦出場でVリーグ通算10シーズン出場を達成し、出場試合も通算230試合を超えているため、「Vリーグ栄誉賞」の表彰基準に到達となった。表彰はシーズン終了後に行われた。
2024年、大分三好を退団。フラーゴラッド鹿児島に入団した。

## 所属チーム
- 都城工業高等学校（2008-2011年）
- 法政大学（2011-2015年）
- 大同特殊鋼レッドスター（2015-2019年）
- 大分三好ヴァイセアドラー（2019-2024年）
- フラーゴラッド鹿児島（2024年-）